# Георг I фон Кирхберг
Георг I фон Кирхберг (на немски: Georg I von Kirchberg; * ок. 1440; † 5 юни 1519) е бургграф на Кирхберг и господар на Фарнрода в Тюрингия.

## Произход и наследство
Той е син на бургграф Хартман II фон Кирхберг-Кранихфелд, господар на Алтенберге-Фарнрода († 1462) и съпругата му Елизабет († 1472). Внук е на бургграф Албрехт III фон Кирхберг (II) († 1427) и Маргарета фон Кранихфелд († сл. 1426). Леля му Ирмгард (Ермгард) фон Кирхберг († 1462) е омъжена за Хайнрих VII „Млади“ Ройс-Плауен († 1426). Сестра му се омъжва за Хайнрих фон Вунсдорф-Шладен-Хаймбург († сл. 1504).
Бургграфовете на Кирхберг получават през 15 век дворец Фарнрода, който става тяхна главна резиденция до 1799 г., когато отива обратно на херцог Карл Август фон Саксония-Ваймар-Айзенах.

## Фамилия
Първи брак: на 2 февруари 1480 г. с Урсула фон Плесе (* 1460; † 20 декември 1498), дъщеря на Готшалк фон Плесе († сл. 1483) и Катарина фон Регенщайн († 1462). Те имат две деца:
- Магнус († 1482)
- Георг

Втори брак: на 21 март 1501 г. с графиня Барбара фон Регенщайн-Бланкенбург (* пр. 1501; † 1529), дъщеря на граф Бернхард V фон Регенщайн-Бланкенбург († 1458/1459) и графиня Елизабет фон Мансфелд († 1474/1477). Те имат децата:
- Зигмунд I фон Кирхберг (* 1501; † 3 май 1567), бургграф на Кирхберг и господар на Фарнрода, женен I. 1518 г. в Майнц за Маргарета Ройс († 12 ноември 1522), II. на 11 март 1523 г. за Лудмила Шенк фон Таутенбург († 1560/сл. 1561)
- Елизабет († 1540, Кьолн), омъжена сл. 1512 г. за Куно фон Айненберг-Ландскрон († 12 май 1523)